# Tableau de Snellen

Tableau de Snellen.

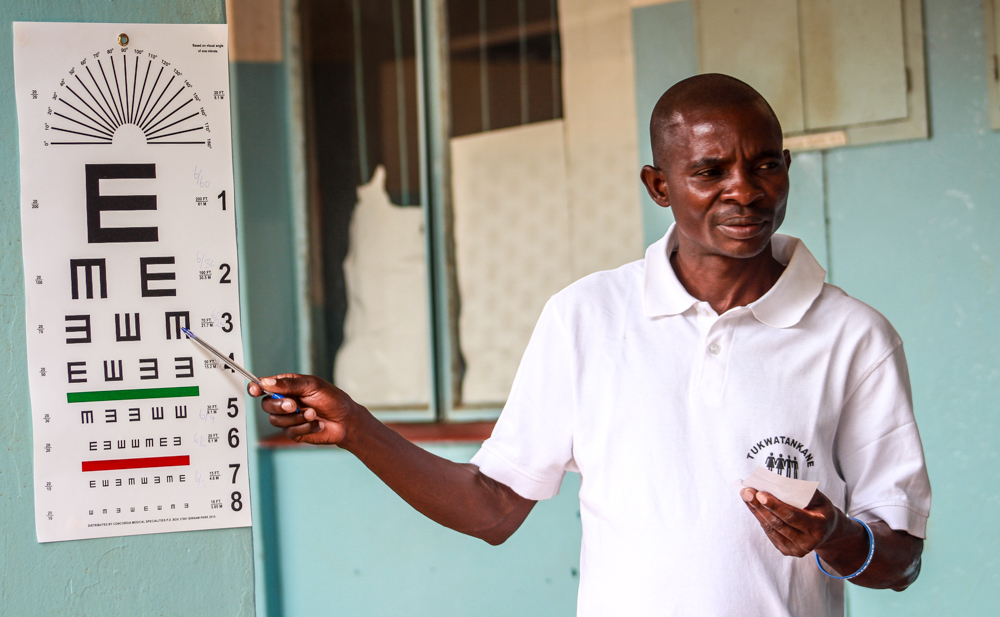
Tableau utilisé en Zambie.

Le tableau de Snellen est utilisé par les professionnels des soins oculaires et d'autres pour mesurer l'acuité visuelle. Ce tableau est l'invention de l'ophtalmologiste hollandais Herman Snellen, qui l'a développé en 1862. Malgré un manque de fiabilité et de reproductibilité, il est l'outil universellement accepté comme test de l'acuité visuelle.

## Description technique
Le tableau se compose de lettres de différentes tailles organisés du plus grand en haut au plus petit au bas. Les lettres sont lues, un œil à la fois, à une distance de 6 mètres. Chaque lettre sur le tableau sous-tend un angle de 5 minutes d'arc de la distance de test approprié, et partie de lettre individuel sous-tend un angle d'une minute d'arc. Ainsi, le tableau de Snellen est conçu pour mesurer l'acuité en termes angulaires. Chez un adulte en bonne santé, la limite de résolution est comprise entre 30 secondes et 1 minute d'arc. Les acuités Snellen sont généralement exprimées en tant que fraction avec le numérateur égal à la distance entre le tableau et le patient, le dénominateur étant la taille de la plus petite ligne qui peut être lue. L'inverse de la fraction est égale à l'angle, en minute d'arc, que le trait de la lettre sous-tend sur l'œil du patient; c'est l'angle minimum de résolution.
L'alphabet est adapté au pays (latin, cyrillique…). Pour les personnes ne connaissant pas l'alphabet du pays, on utilise des tridents de Snellen (sorte de E normalisé) ayant des orientations différentes (haut, bas, droite, gauche) (échelle d'Armaignac).